# Cmentarz wojenny nr 359 – Jaworzna
Cmentarz wojenny nr 359 – Jaworzna – cmentarz wojenny z okresu I wojny światowej znajdujący się w miejscowości Jaworzna, w gmina Laskowa, w województwie małopolskim. Położony jest na grzbiecie Korabia na północnych stokach Pasma Łososińskiego w Beskidzie Wyspowym. Należy do okręgu X (Limanowa) Oddziału Grobów Wojennych C. i K. Komendantury Wojskowej w Krakowie. Jest jednym z 400 cmentarzy tego oddziału, z tego w okręgu limanowskim jest ich 36.

## Historia
Pochowano na nim 33 żołnierzy, którzy zginęli w tym rejonie na początku grudnia 1914 w czasie walki stoczonej przez oddział wojsk austro-węgierskich. Według opowiadań miejscowej ludności do walki doszło przypadkowo, gdy wycofujący się z Limanowej oddział żołnierzy rosyjskich natknął się na oddział żołnierzy austriackich. Nazwiska pochowanych nie są znane. Była to jedna z wielu bardzo zaciętych walk w ramach operacji łapanowsko-limanowskiej. Operacja ta zakończyła się zwycięstwem wojsk austriackich, które zahamowały rosyjską ofensywę w kierunku Krakowa i Śląska. Podobnie, jak inne cmentarze w Galicji z okresu I wojny, wykonano go jeszcze w czasie trwania wojny. Przystąpiono do tego w 1915, niezwłocznie po tym, jak w wyniku zwycięskiej dla Austriaków bitwy pod Gorlicami wyparto wojska rosyjskie dalej na wschód. Cmentarz został odnowiony.

## Opis cmentarza
Projektantem cmentarza był Gustaw Ludwig. Jest to nieduży cmentarz na planie kwadratu, znajdujący się na skraju lasu, na wysokości około 700 m n.p.m. Jest skromny w formie, ale zaprojektowany estetycznie i starannie wykonany. Ogrodzenie składa się z niskich i grubych betonowych słupków połączonych grubymi żelaznymi rurami. Na rurach tych zamontowano niski płotek z drewnianych sztachet. Wejście prowadzi przez niską drewnianą bramkę. Na cmentarzu znajduje się duży drewniany krzyż, a po obydwu jego stronach po 4 mniejsze krzyże nagrobkowe kryte daszkiem. Wszystkie krzyże zamontowane są na betonowych cokołach.
Pod cmentarzem znajduje się duża polana, z której rozciągają się szerokie widoki, obejmujące znaczną część horyzontu. Przez polanę, obok cmentarza prowadzi szlak turystyczny. Dla turystów zamontowano na górnej części polany wiatę i ławki.

## Szlaki turystyczne
– czarny szlak pieszo-rowerowy z Laskowej na Sałasz Zachodni, gdzie łączy się z niebieskim szlakiem prowadzącym przez cały grzbiet Pasma Łososińskiego.

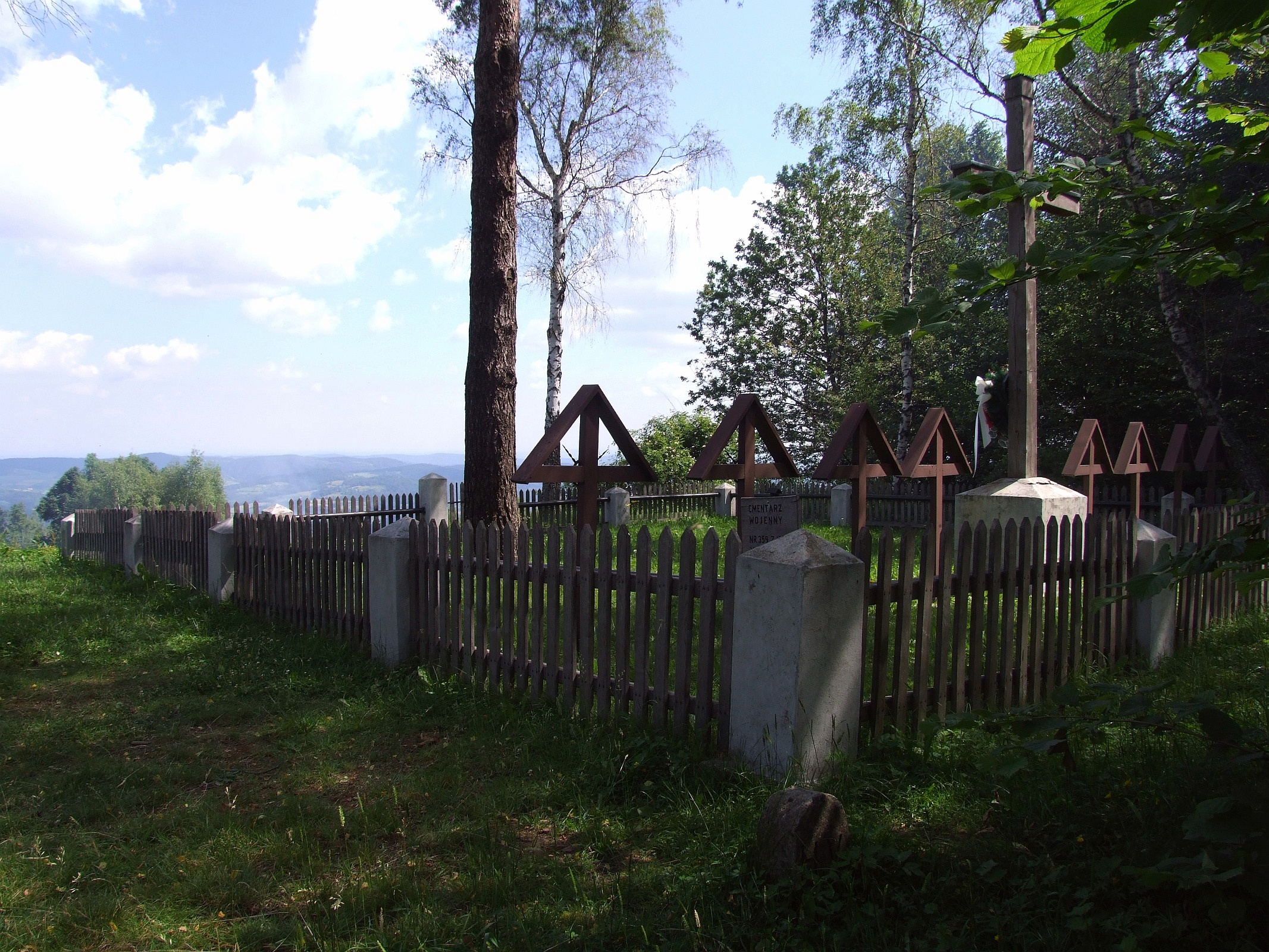
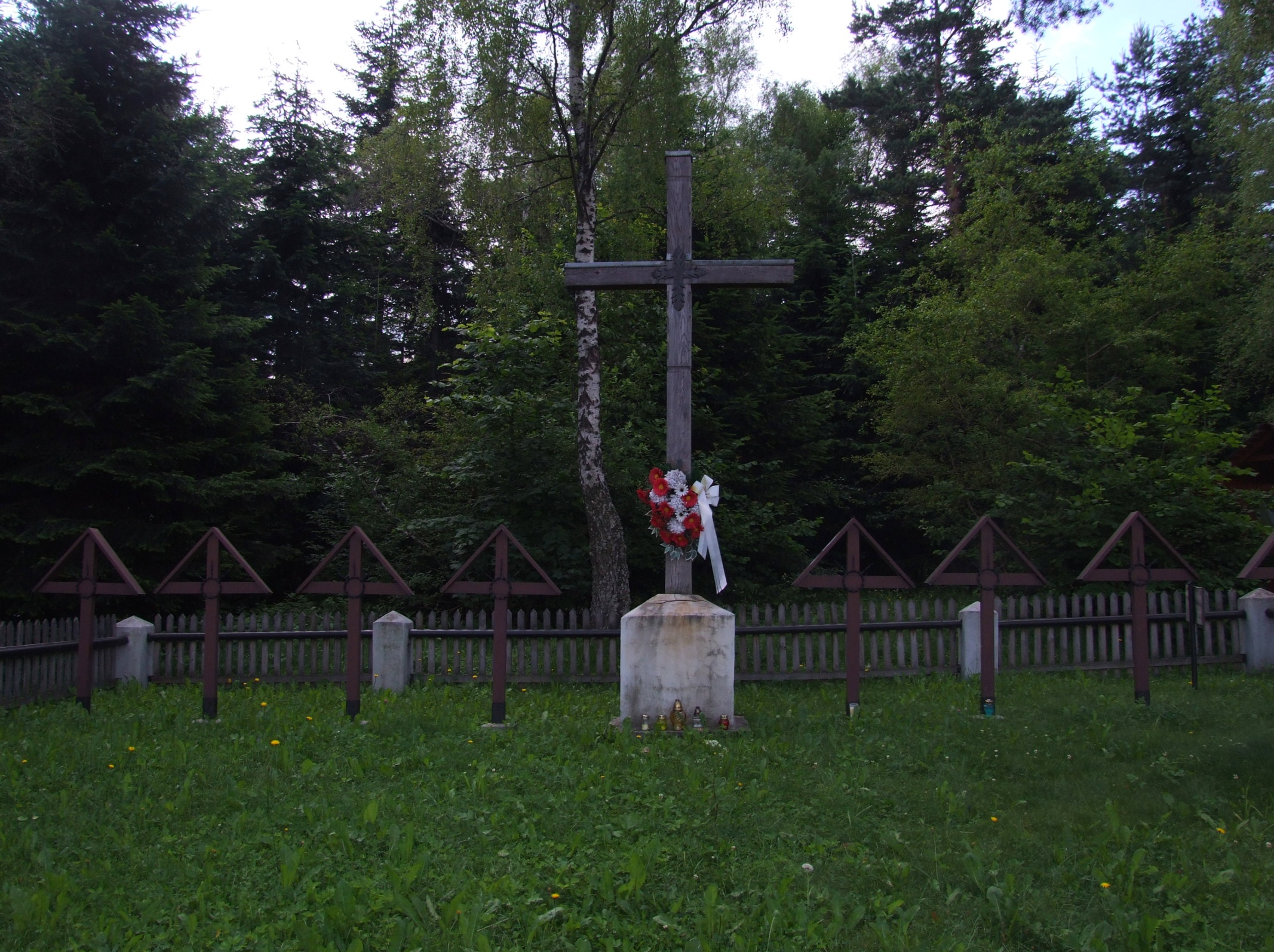
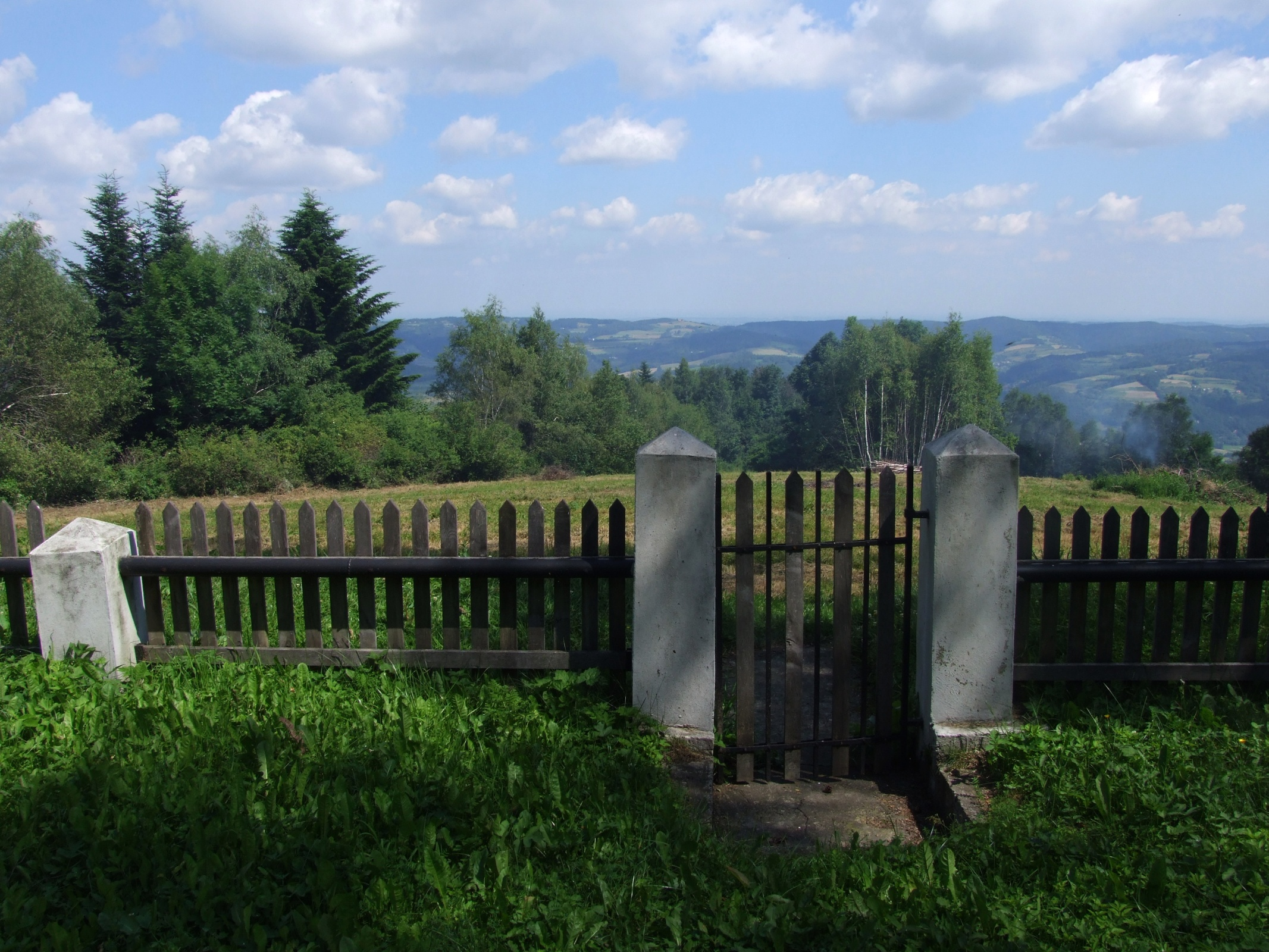